# Боско, Джачинто
Джачинто Боско (итал. Giacinto Bosco; 25 января 1905, Санта-Мария-Капуа-Ветере, Кампания — 11 октября 1997, Рим) — итальянский юрист и политик, член Христианско-демократической партии, министр в составе нескольких итальянских правительств (1960—1972).

## Биография
Родился 25 января 1905 года в Санта-Мария-Капуа-Ветере. С 1932 года — профессор международного права во Флорентийском университете, позднее — в Римском, издавал журнал «Rivista di studi politici internazionali».
С 1948 по 1972 год являлся сенатором Итальянской Республики первых шести созывов, неизменно представляя Кампанию, при этом в 1972 году ушёл в отставку 18 июля, будучи избранным 7 мая.
Являлся младшим статс-секретарём Министерства обороны Италии с 9 июля 1955 по 19 мая 1957 года в первом правительстве Сеньи, затем — с 23 мая 1957 по 1 июля 1958 года Адоне Дзоли.
Министр образования с 26 июля 1960 по 21 февраля 1962 года — в третьем правительстве Фанфани.
Министр помилования и юстиции Италии — с 21 февраля 1962 по 21 июня 1963 года в четвёртом правительстве Фанфани и затем до 4 декабря 1963 года — в первом правительстве Леоне.
Министр труда и социального обеспечения Италии — с 4 декабря 1963 по 22 июля 1964 года в первом правительстве Моро, затем с 23 февраля 1966 по 24 июня 1968 года — в третьем правительстве Моро и до 12 декабря 1968 года — во втором правительстве Леоне.
Министр без портфеля со специальными полномочиями — с 12 декабря 1968 по 5 августа 1969 года в первом правительстве Румора.
Министр финансов — с 5 августа 1969 по 27 марта 1970 года во втором правительстве Румора.
Министр без портфеля с полномочиями в области частных политических задач и координации политики со специальным поручением возглавить итальянскую делегацию в ООН — с 27 марта по 3 июня 1970 года в третьем правительстве Румора.
Министр почт и телекоммуникаций с 9 июня по 6 августа 1970 года — в третьем правительстве Румора, затем до 17 февраля 1972 года — в правительстве Коломбо и до 24 июня 1972 года — в первом правительстве Андреотти.
С 1972 по 1976 год являлся заместителем председателя Высшего совета магистратуры Италии, с 1976 по 1988 год — член Суда Европейского союза. После продолжительной болезни умер в одной из римских больниц 11 октября 1997 года.

## Труды
- Связи и конфликты между международными юрисдикциями (Rapporti e conflitti fra giurisdizioni internazionali. Roma 1932);
- Курс частного международного права (Corso di diritto internazionale privato, Roma 1940).

## Награды
Указами президента Италии награждён дважды:
- Кавалер Большого Креста ордена «За заслуги перед Итальянской Республикой» (12 октября 1972 года)[4].
- Золотая медаль «За вклад в развитие культуры и искусства» (2 июня 1962 года)[5].